# Allium colchicifolium
Allium colchicifolium är en amaryllisväxtart som beskrevs av Pierre Edmond Boissier. Allium colchicifolium ingår i släktet lökar, och familjen amaryllisväxter. Inga underarter finns listade i Catalogue of Life.